# Кёнигзее (Тюрингия)
Кёнигзе (нем. Königsee) — город в Германии, в земле Тюрингия.
Входит в состав района Заальфельд-Рудольштадт. Население составляет 5110 человек (на 31 декабря 2010 года). Занимает площадь 31,49 км². Официальный код — 16 0 73 042.
Город подразделяется на 8 городских районов.

## Города-побратимы
- Ансьян, Португалия
- Эрбах, Германия
- Йичин, Чехия
- Надьканижа, Венгрия
- Пон-де-Бовуазен, Франция
- Пульхайм, Германия
- Ирсон, Франция

## Фотографии

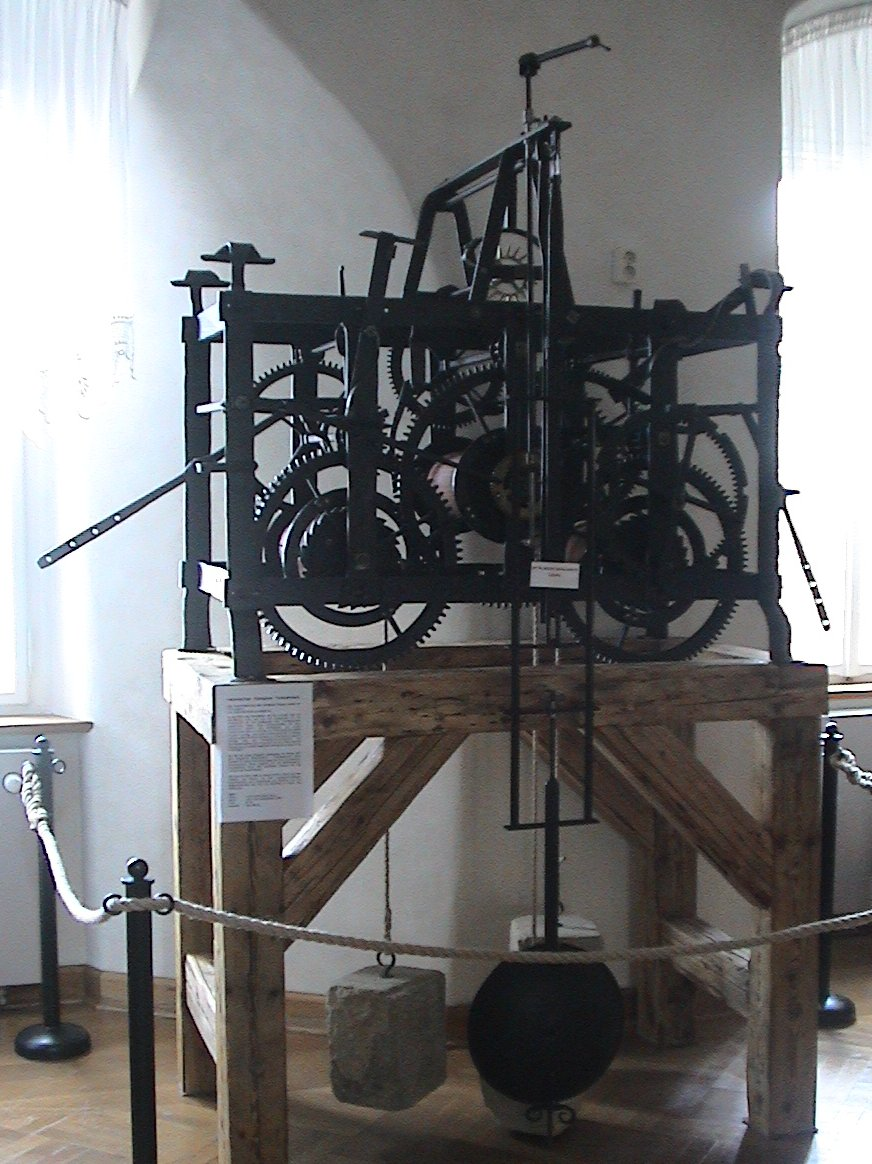
Башня
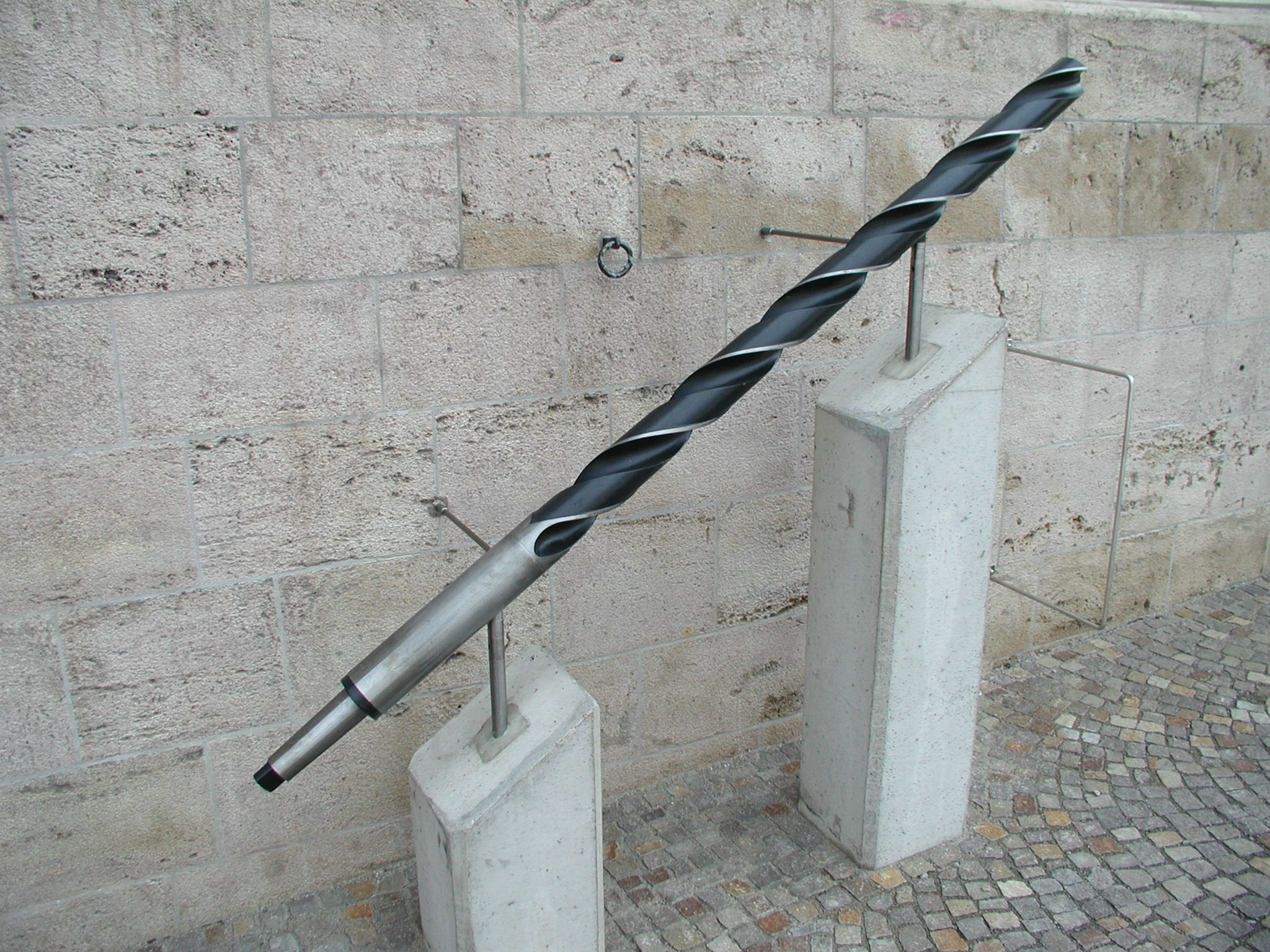
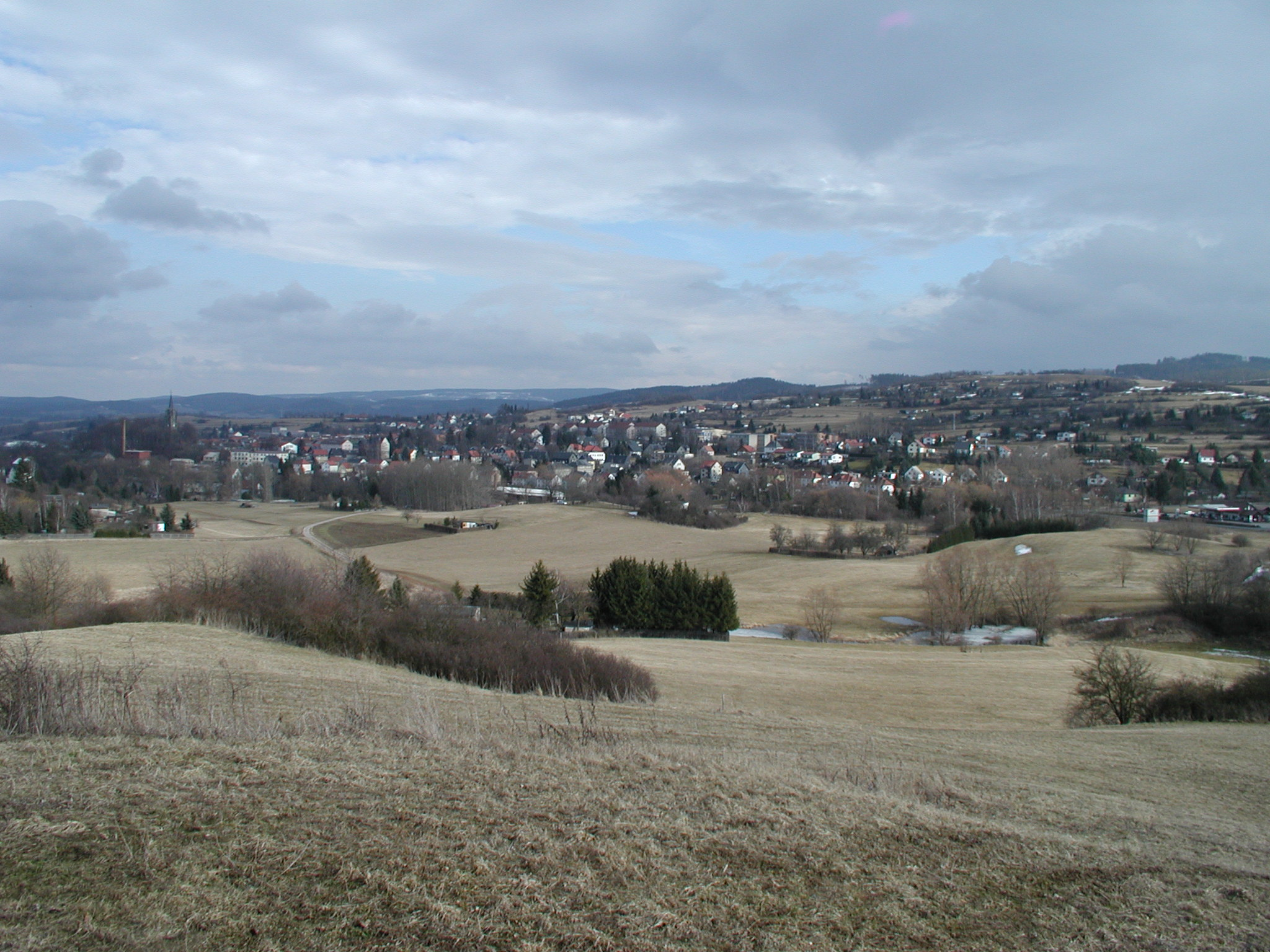
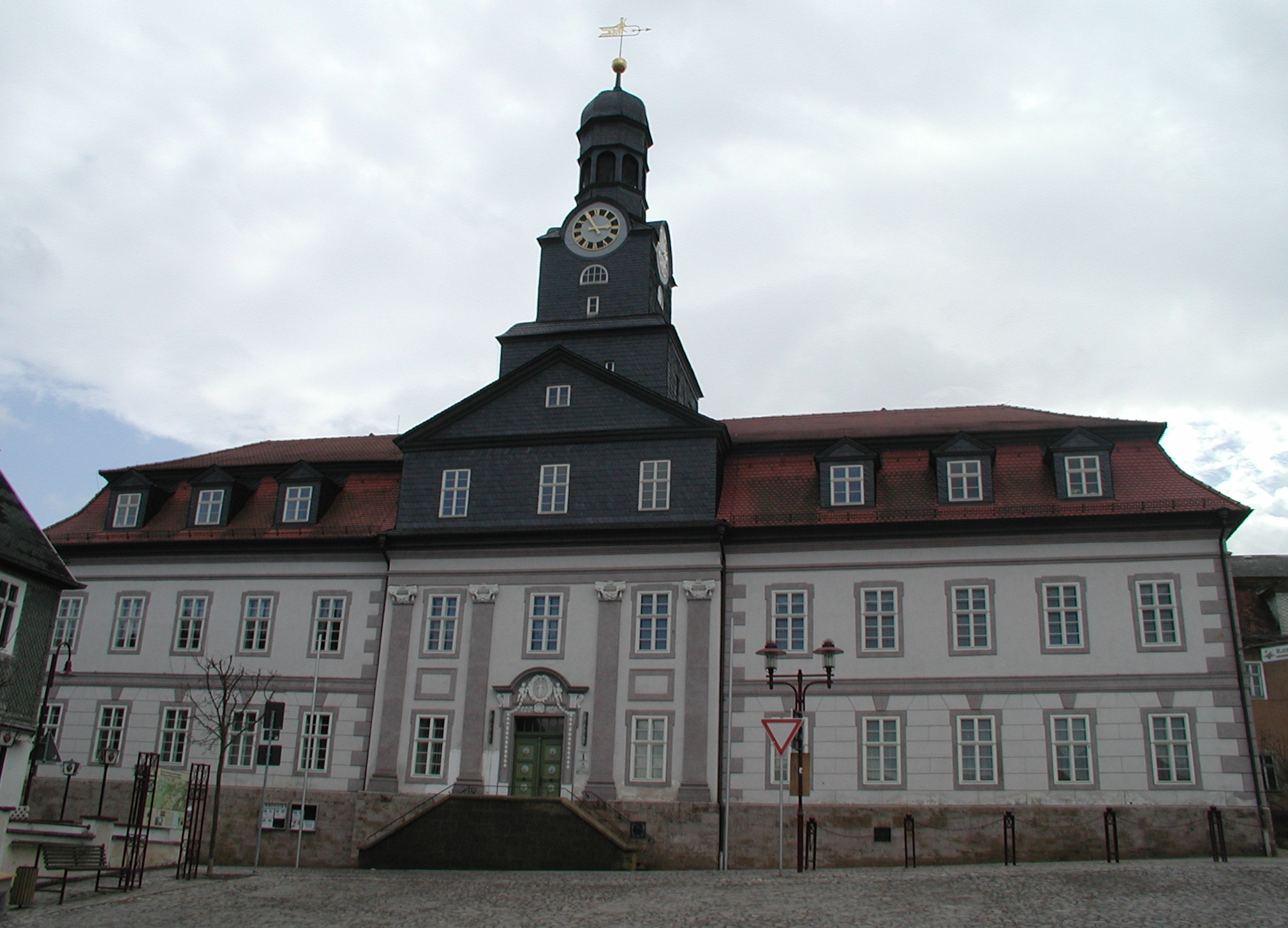
Ратуша